# Brničani
Brničani är en ort i Bosnien och Hercegovina.   Den ligger i entiteten Federationen Bosnien och Hercegovina, i den centrala delen av landet, 100 km norr om huvudstaden Sarajevo. Brničani ligger 303 meter över havet och antalet invånare är 466.
Terrängen runt Brničani är lite kuperad. Runt Brničani är det ganska tätbefolkat, med 93 invånare per kvadratkilometer.. Närmaste större samhälle är Gračanica, 11,1 km väster om Brničani. 
Omgivningarna runt Brničani är en mosaik av jordbruksmark och naturlig växtlighet.